# Lola Kirke
Pour les articles homonymes, voir Lola et Kirke.
Lola Kirke, née le 27 septembre 1990 à Westminster (Londres), est une actrice et  chanteuse britanno-américaine surtout connue pour ses rôles dans le film Mistress America et dans la série Mozart in the Jungle (30 épisodes).

## Biographie
Lola Kirke a grandi à New York, elle a deux sœurs et un frère : Domino, chanteuse, Jemima également actrice, et Simon Jr.
Elle est la fille de Simon Kirke, l'ancien batteur des groupes de rock Bad Company et Free, et de Lorraine (née Dellal) Kirke.

## Carrière artistique
En 2014, elle incarne Greta et donne la réplique à Rosamund Pike dans le thriller Gone Girl de David Fincher.
La même année, elle se fait remarquer en interprétant Hailey, le personnage principal de la  série télévisée Mozart in the Jungle aux côtés de  Gael García Bernal.
En 2015, elle joue dans le film Mistress America réalisé par Noah Baumbach.
En 2016, Lola Kirke tient le rôle principal du film lesbien de Deb Shova : AWOL.
En 2017, elle est à l'affiche du film Barry Seal : American Traffic avec Tom Cruise et Domhnall Gleeson réalisé par Doug Liman.
Le 10 août 2018, elle sort son premier album intitulé Heart Head West.

## Discographie
- 2016 : EP
- 2018 : Heart Head West

## Filmographie

### Comme actrice

#### Cinéma
- 2011 : Another Happy Day : Charlie
- 2013 : Flores Raras : Margaret Bennett
- 2014 : Song One : Rema
- 2014 : Gone Girl : Greta
- 2014 : Free the Nipple : Liv
- 2015 : Mistress America : Tracy
- 2016 : Fallen : Penn
- 2016 : AWOL : Joey
- 2017 : Active Adults : Lily
- 2017 : Untogether : Tara
- 2017 : Barry Seal : American Traffic (American Made) de Doug Liman : Judy Downing
- 2017 : Gemini de Aaron Katz : Jill LeBeau
- 2020 : Lost Girls : Kim
- 2025 : Sinners de Ryan Coogler : Joan

#### Télévision
- 2013 : New York, unité spéciale (saison 14, épisode 21) : Gabby Shaw
- 2014 : The Leftovers (série télévisée) : Hailey
- 2014-2018 : Mozart in the Jungle (série télévisée) : Hailey

#### Courts métrages
- 2010 : Capture the Flag : Tessa Shanlick
- 2010 : The Best Man : Annabel
- 2012 : My Rifle, My Baby, and Me : Baby
- 2014 : Cor Childe : Cor Childe
- 2015 : I Remember Nothing : Joan
- 2015 : My Last Film

### Comme productrice
- 2012 : My Rifle, My Baby, and Me
- 2017 : Active Adults

### Comme réalisatrice
- 2012 : My Rifle, My Baby, and Me

### Comme scénariste
- 2012 : My Rifle, My Baby, and Me